# Carlo-Schmid-Programm
Das Carlo-Schmid-Programm (CSP) ist ein 2001 aufgesetztes Stipendienprogramm für Praktika bei Internationalen Organisationen und EU-Institutionen. Es wird vom Deutschen Akademischen Austauschdienst und der Studienstiftung des deutschen Volkes betreut.
Es richtet sich an hochqualifizierte Studierende und Graduierte, die sich mit den Problemstellungen und Arbeitsweisen im internationalen Verwaltungsbereich bekannt machen wollen und verbessert damit ihre Chancen für eine dortige spätere Tätigkeit.
Finanziert wird das Programm aus Mitteln des Bundesministeriums für Bildung und Forschung. Von 2001 bis 2012 war die Robert Bosch Stiftung an der Finanzierung des Programms beteiligt, von 2012 bis 2021 ebenfalls die Stiftung Mercator. Ideeller Förderer ist der Tönissteiner Kreis. 
Seit 2003 gibt es einen Alumni-Verein: das CSP-Netzwerk für internationale Politik und Zusammenarbeit e.V.
Benannt ist das Programm nach dem SPD-Politiker und Staatsrechtler Carlo Schmid.